# Kamenistý potok (přírodní památka)
Kamenistý potok je přírodní památka v oblasti Poľana na Slovensku.
Nachází se v katastrálním území obce Hronec v okrese Brezno v Banskobystrickém kraji. Území bylo vyhlášeno či novelizováno v roce 1999 na rozloze 7,6350 ha. Ochranné pásmo nebylo stanoveno.